# Žena popotnika v času
Žena popotnika v času (izvirno angleško The Time Traveler's Wife) je prvi roman ameriške avtorice Audrey Niffenegger, prvič pa je bil izdan leta 2003 v ZDA.
Govori o moškem z redko genetsko motnjo, ki povzroča nenadzorovano potovanje v času, in njegovi ženi, umetnici, ki se mora spopadati z nenadnimi izginotji in nevarnimi dogodivščinami iz drugega časa.
Zgodba obravnava teme kot so težave v ljubezni, izguba in svoboda odločitve, potovanje v času pa prikazuje razdaljo in nerazumevanje, ki se lahko pojavi v zvezi, poleg tega pa raziskuje tudi globlja vprašanja obstoja.

## Vsebina
S pomočjo prvoosebnega pripovedovanja izvemo zgodbo Henryja DeTambla (rojenega 1963), knjižničarja v newberryski knjižnici v Chicagu, in Clare Anne Abshire (rojene 1971), umetnice, ki izdeluje skulpture iz papirja. Henry ima redko genetsko nepravilnost imenovano kronomotnja, ki povzroča nenadzorovano potovanje po času, in ko na začetku zgodbe 20-letna Clare sreča 28-letnega Henryja v newberryski knjižnici, je on prepričan, da je ni še nikoli videl, medtem ko ga ona pozna že skoraj celo življenje.
Henry je s potovanjem v času začel pri petih letih in je potoval včasih v svojo prihodnost, še večkrat pa v preteklost. Ne vpliva na to kdaj bo odšel, kam bo šel niti na to, koliko časa bo ostal, največkrat pa obišče kraje in čase, ki se najpogosteje pojavljajo v njegovi podzavesti. V ta potovanja ga prisili stres, zato se redno ukvarja s športom, ki ga sprošča. Ko je v prihodnosti, išče zdravila za svojo motnjo, tako tudi spozna genetika dr. Kendricka. Henry v drug čas ne more vzeti nobenega predmeta, niti oblek, zato se je bil prisiljen naučiti veliko tehnik preživetja, predvsem od svojega starejšega jaza, kot npr. iskanje oblek, zatočišča in hrane, vlamljanje, samoobramba in kraja.
Ko se pravi kronološki poti glavnih likov srečata, začne Henry potovati v preteklost h Clare, ko je še otrok, prvič v leto 1977, ko je stara šest let. Na enem od njegovih prvih obiskov ji da seznam vseh datumov, ko jo bo obiskal, da bo vedela, kdaj mu prinesti hrano in oblačila na jaso, kjer se srečujeta. Med drugim ji razkrije, da bo v prihodnosti poročen in to mlado Clare, ki je na skrivaj zaljubljena vanj, zelo potre. Zadnjič jo obišče leta 1989, na Clarin 18. rojstni dan in takrat se tudi ljubita. Potem se ne vidita dve leti, do srečanja v knjižnici.
Čez nekaj let začneta živeti skupaj in se poročita, a Clare ne more in ne more zanositi zaradi Henryjeve genetske motnje, ki se prenaša na zarodek. Po šestih težkih splavih se on odloči, da bo končal to trpljenje in se odloči za vazektomijo, a neko noč Clare obišče Henry iz preteklosti, ljubita se in končno spočneta otroka, deklico, ki jo poimenujeta Alba. Tudi ona ima kronomotnjo, a ima nad njo veliko več nadzora kot njen oče. Preden se rodi, jo Henry sreča v prihodnosti, ko je stara deset let in pove mu, da bo umrl, ko jih bo imela pet.
Ko je star 43 let, kmalu pred Albinim petim rojstnim dnevom, pripotuje pozimi v Chicaško garažno hišo, kjer ne najde zatočišča in oblek. Zaradi podhladitve mu morajo ob vrnitvi v sedanjost amputirati obe stopali. Oba s Clare vesta, da se je tako nezmožen obvarovati med sledečimi potovanji v času, iz tega pa sklepata tudi, da bo kmalu umrl. Na silvestrski večer leta 2006 odpotuje v preteklost in pomotoma ga ustreli Clarin starejši brat. Clare Henryjeva smrt zelo potre, potem pa najde njegovo pismo, v katerem jo prosi, naj ga ne čaka celo življenje in ji pove, da se bosta še srečala.
Zadnji prizor v romanu opisuje Clare pri 82ih letih in Henryja pri 43ih, ko jo pride obiskat v prihodnost.

## Glavni literarni liki
1. Henry DeTamble
2. Clare Abshire
3. Alba DeTamble
4. dr. David Kendrick (zdravnik, ki se ukvarja s kronomotnjo)
5. Gomez (Clarin in Henryjev prijatelj)
6. Charisse (Clarina in Henryjeva prijateljica)
7. Richard DeTabmle (Henryjev oče)

## Film
Po knjigi so leta 2009 posneli tudi film (izvirni naslov Time traveler's wife).
Pravice zanj sta že pred izidom romana kupila Brad Pitt in Jennifer Aniston s svojim podjetjem Plan B Entertainment, v sodelovanju z New Line Cinema. Priredbo je napisal Bruce Joel Rubin, režiral pa ga je Robert Schwentke. V glavnih vlogah sta zaigrala Rachel McAdams in Eric Bana, s snemanjem pa so začeli septembra 2007. Uradna premiera se je zgodila pod okriljem Warner Brothers 14. avgusta 2009.
Film je prejel mešane kritike.